# یوسف نفیس
یوسف بن نفیس با نام کامل شمس‌الدین ابوالعز، یوسف بن نفیس اربلی (زادهٔ ۱۱۹۱م - درگذشت ۱۲۴۱م)، لقب‌گرفته به شیطان شام (عربی: شیطان الشام)؛ شاعر مدح‌سرای عراقی بود. وی به «شیطان شام» اشتهار داشت چرا که در اشعارش بسیار هزل، هجو و طنز به کار می‌برد.